# 朝比奈沙罗
朝比奈沙罗（日语：／ Asahina Sarah，1996年10月22日—）生于东京都，是一名日本女子柔道运动员，主攻78公斤以上级项目。朝比奈在小学2年级观看2004年雅典奥运柔道项目后对柔道产生兴趣，便开始春日柔道俱乐部练习这个项目。小学5年级时她在全国柔道比赛中获得团体第三名。她于2015年4月进入东海大学，加入该大学的柔道部，然而她在2017年9月底选择退出柔道部，以便能够专心学习医学。